# Olaf I van Zweden
Olaf I (Zweeds: Olof Björnsson) wordt als semi-legendarische Zweedse koning in de Hervarar saga vermeld. Hij zou  (ca. 970 - 975) samen met zijn broer Erik (VI) de Overwinnaar geregeerd hebben. Ze waren zonen van Björn Eriksson.
Olaf I was de vader van  Styrbjörn de Sterke en zou gestorven zijn door een vergiftigd maal. Erik VI verkoos daarop echter zijn nog ongeboren kind -op voorwaarde dat het een zoon zou zijn- tot medekoning in plaats van Olofs zoon Styrbjörn. (Het werd een zoon en hij zou bekend worden onder de naam Olaf Skötkonung). Volgens de IJslandse sagen wilde Styrbjörn de Sterke, de zoon van Olaf I, de positie van zijn vader overnemen en erkende hij het recht van Erik op de troon niet. Styrbjörn toog daarop naar het zuiden en verenigde zich met de Jomsvikingen uit Wolin. Met deze versterking begaf hij zich naar Uppland om Erik af te zetten. Omstreeks 985 troffen de beide heersers elkaar op een vlakte, zuidelijk van Oud-Uppsala. In de slag die volgde, won Erik het van Styrbjörn, die hierbij werd gedood.